# Львиный мост (Санкт-Петербург)
Льви́ный мост — пешеходный металлический балочный мост через канал Грибоедова в Адмиралтейском районе Санкт-Петербурга, соединяет Казанский и Спасский острова. Выдающийся памятник мостостроительной архитектуры первой четверти XIX века, объект культурного наследия России федерального значения. Один из трех сохранившихся пешеходных цепных мостов в Петербурге (наряду с Банковским и Почтамтским мостами). Интереснейший пример синтеза инженерной конструкции и монументальной скульптуры.

## Расположение
Соединяет Львиный переулок и Малую Подьяческую улицу. Выше по течению находится Подьяческий мост, ниже — Харламов мост. Ближайшие станции метрополитена (1 км) — «Садовая», «Сенная площадь», «Спасская».

## Название
Своё название Львиный мост получил от четырёх чугунных скульптур львов работы скульптора П. П. Соколова, расположенных по углам моста. В середине XIX века в документах мост назывался мост о 4-х львах. Вплоть до 1912 года мост также именовали Мариинским (по прежнему названию Львиного переулка) и Театральным пешеходным (по находящейся рядом Театральной площади). Иногда к слову «Львиный» добавлялись определения «пешеходный», «пеший», «цепной», но в итоге закрепилось современное наименование.

## История
Необходимость строительства моста была вызвана ростом населения в районе, прилегающем к Екатерининскому каналу. Проект моста разработал инженер Г. М. Треттер и В. А. Христианович. Одновременно с Львиным составлялся проект второго цепного пешеходного моста через канал — Банковского. 18 февраля 1825 года оба проекта были утверждены, летом того же года началось строительство моста. Предполагалось завершить работы к октябрю того же года, но из-за задержки с изготовлением металлических частей моста сборка моста началась весной 1826 года. Для строительства опор моста была разобрана забутовка набережной (без разборки гранитной облицовки). Изготовление чугунных и металлических частей, а также сборку элементов на месте строительства производил завод Берда. 1 июля 1826 года мост был открыт для движения.
Скульптуры львов выполнил академик П. П. Соколов. Работа над созданием моделей продолжалась с мая по сентябрь 1825 года, также скульптором были изготовлены алебастровые формы. Скульптуру предполагалось чеканить из медных листов, но затем фигуры отлили из чугуна на Александровском чугунолитейном заводе. Скульптуры львов были покрашены белой матовой краской под мрамор.
В 1882 году заменены все деревянные части моста, чугунные литые перила были заменены железными коваными весьма примитивного рисунка, демонтированы фонари, находившиеся на середине моста. Правобережная набережная канала была поднята на один ряд гранитных камней, при этом были подняты фигуры львов с пьедесталами и цепи.
В 1948 году по проекту инженера А. М. Яновского произведена капитальная реконструкция моста с заменой деревянных продольных балок на металлические двутавровые. В 1954 году на мосту установили новое перильное ограждение и фонари, выполненные по первоначальному проекту, восстановлен белый цвет скульптур львов (после ряда неудачных тёмных покрасок). Реставрационные работы по воссозданию ограждений моста, торшеров с фонарями и возобновлению первоначальной окраски производились Специальными научно-реставрационными производственными мастерскими Управления по делам архитектуры по проекту архитектора А. Л. Ротача и техника Г. Ф. Перлиной.
В 1999—2000 годах по проекту АО "Институт «Стройпроект» произведён капитальный ремонт моста: заменены балки пролётного строения, выполнена реставрация скульптур львов. В 2018 году выполнены работы по реставрации скульптур львов.

### Копия моста

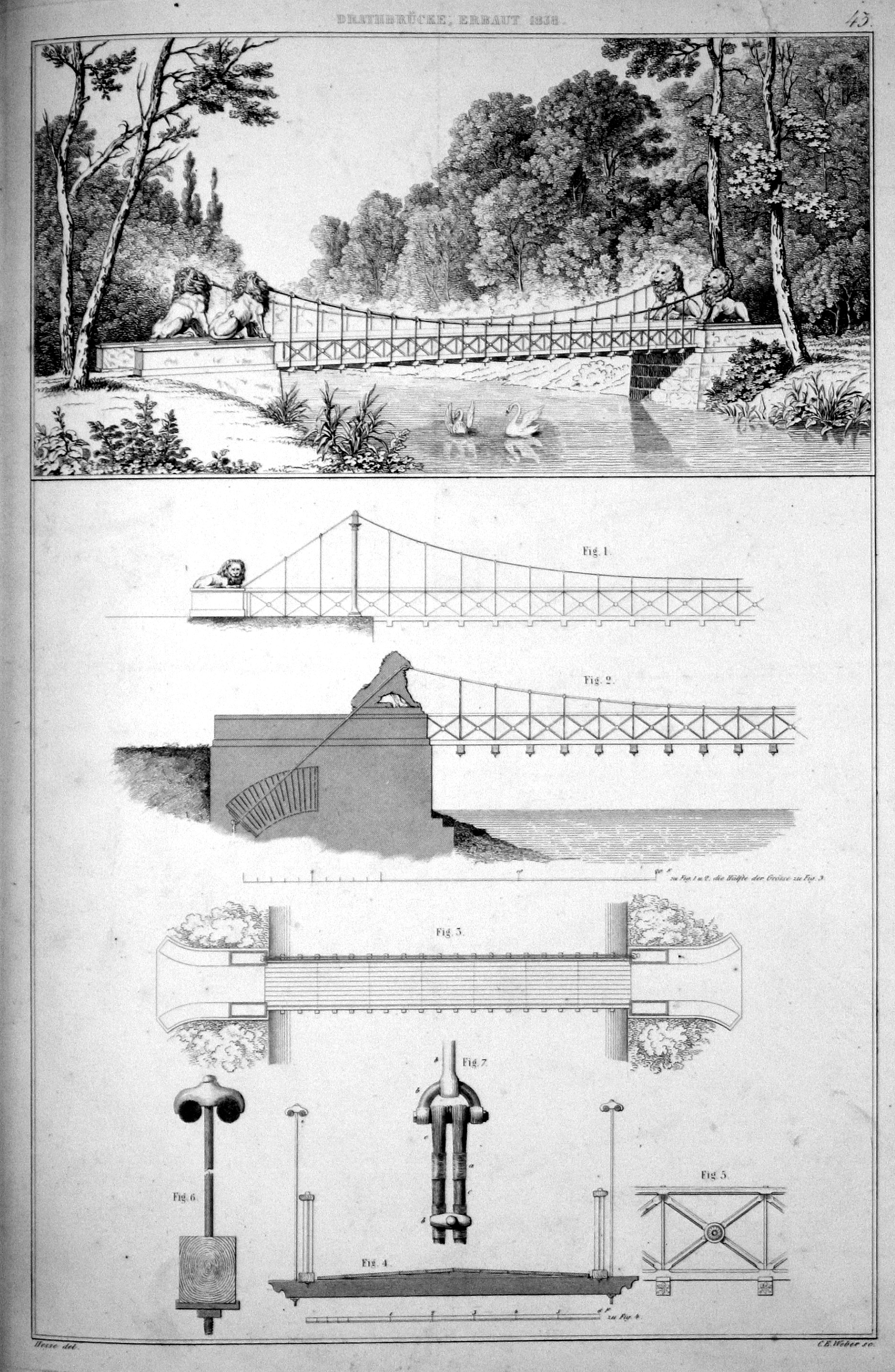
Чертёж моста «Лёвенбрюкке» Людвига Гессе

В 1838 году уменьшенная копия моста (длина 17,3 м, ширина 2 м) была возведена фирмой Borsig по проекту немецкого архитектора Л. Ф. Гессе на территории берлинского парка Большой Тиргартен. Львиный мост стал первым берлинским висячим мостом. В отличие от петербургского оригинала, пролётное строение и перила берлинского Львиного моста до сих пор деревянные.

## Конструкция
Мост однопролётный балочный, цепи играют декоративную роль. Пролётное строение состоит из двух сварных двухтавровых балок из низколегированной стали, объединённых с цепной висячей системой распределительной полосой. Функцию пилонов выполняют декорированные скульптурой чугунные рамы (каркасы), прикреплённые анкерными болтами через кладку к деревянному ростверку, обжатому сверху и снизу массивными чугунными плитами, к которым прикреплены несущие цепи. Под пилонами сооружена монолитная железобетонная плита в границах чугунных пьедесталов скульптур. Цепи состоят из металлических звеньев круглого сечения. Ширина моста между перилами — 2,28 м, длина моста — 22,44 (27,8) м, расстояние между осями цепей — 2,42 м.
Мост предназначен для пропуска пешеходов. Покрытие прохожей части моста — дощатый настил. У входов на мост на чугунных пьедесталах установлены скульптуры львов. Перильное ограждение художественного литья, рисунок представляет собой сетку из непрерывного ряда перекрещенных прямоугольных стержней, концы которых вверху и внизу соединены полукруглыми такого же сечения дугами в виде стилизованных восьмерок, образуя места для полукруглых бронзированных розеток. Подобный рисунок ограждения использован для нескольких петербургских мостов (например, Иоанновского моста). На середине моста в ограду перильного ограждения вмонтированы два многогранных фонаря на богатых лепкой чугунных стойках. Некоторые детали моста (шарики и розетки ограждения, фигурные части фонарей и т. д.) позолочены.

## Галерея

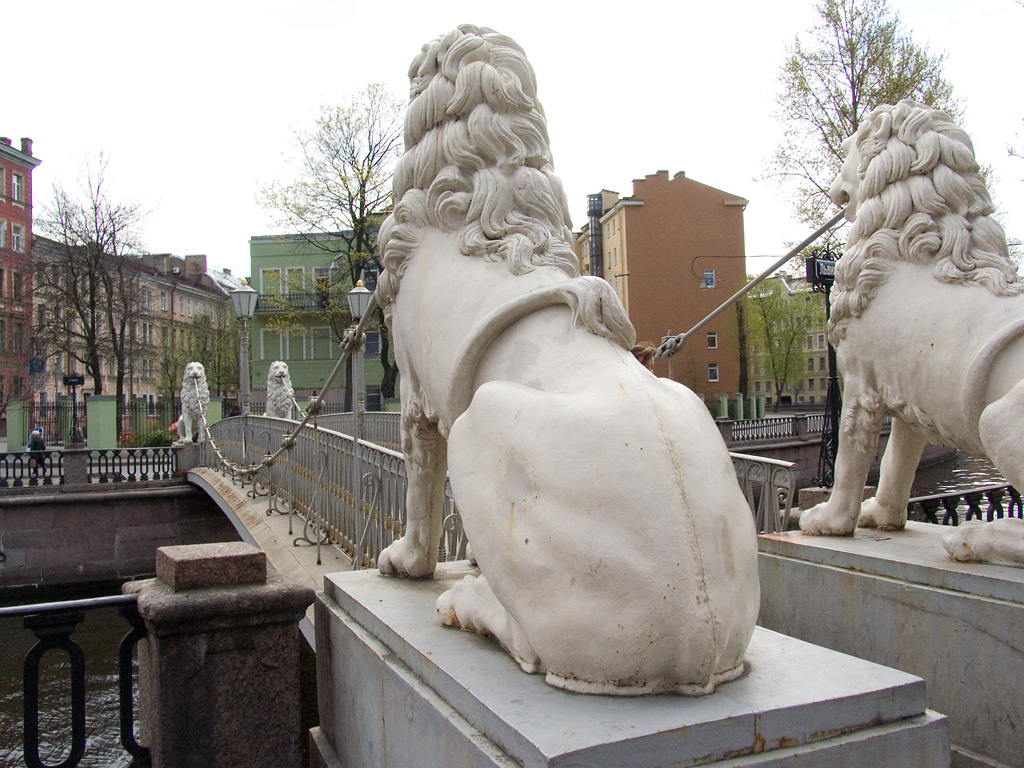
Вид на Малую Подьяческую улицу
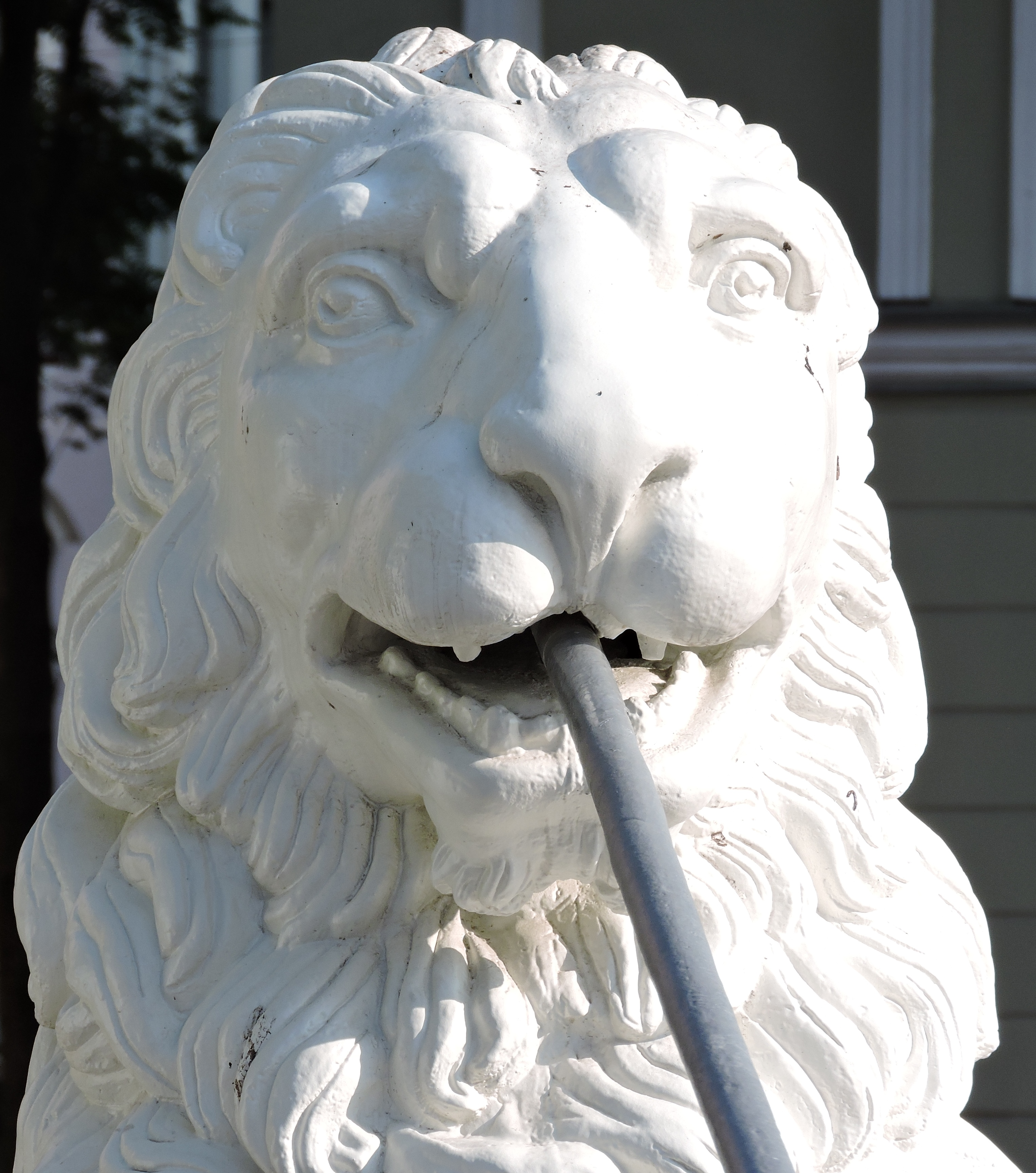
Фрагмент скульптуры
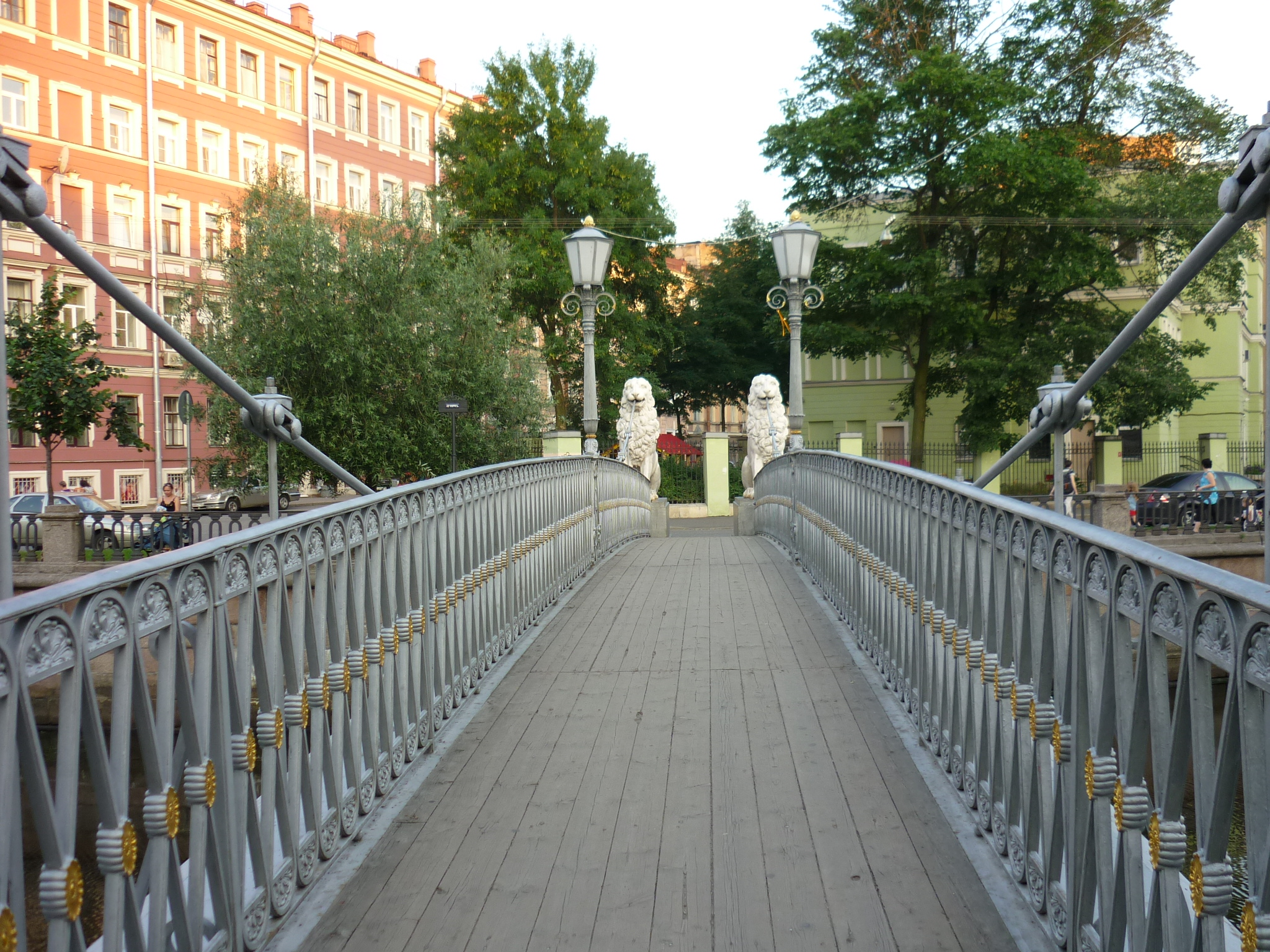
Перспектива моста
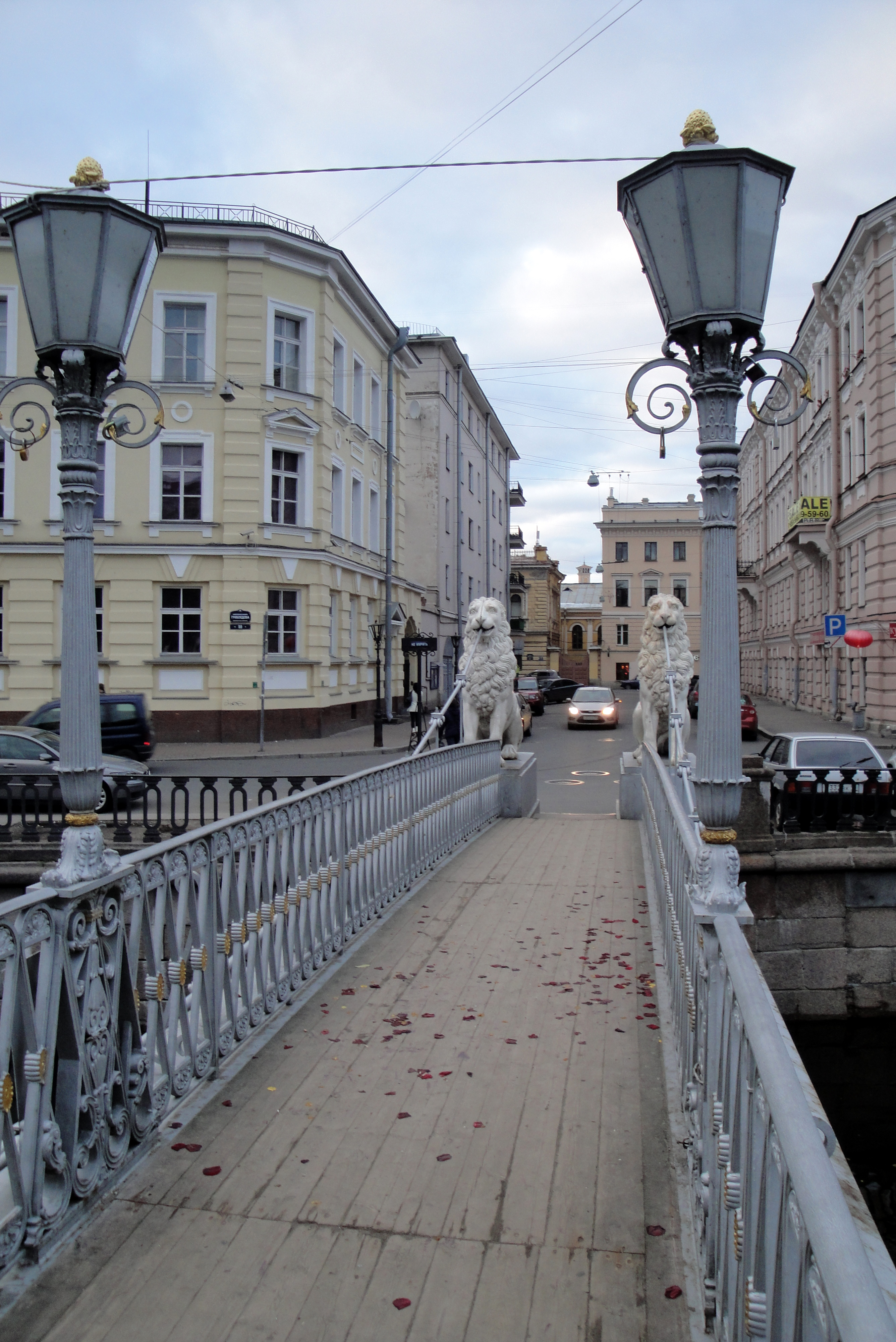
Фонари Львиного моста